# Enrico Franzoi
Enrico Franzoi (født 8. august 1982) er en italiensk tidligere professionel cykelrytter.